# Lacken (Lengdorf)
Lacken ist ein Gemeindeteil der Gemeinde Lengdorf im Landkreis Erding in Oberbayern.

## Lage

Lacken von Süden

Die Einöde Lacken liegt 3 km südöstlich des Lengdorfer Rathauses und in der Luftlinie 1,5 km südlich der Bundesautobahn 94, von deren Anschlussstelle 24 Lengdorf es sich auf einer 5,5 km langen Fahrt erreichen lässt.

## Bevölkerungsentwicklung
Bei der Volkszählung von 1871 gab es in Lacken 13 Einwohner in drei Gebäuden, bei der Viehzählung von 1873 gab es drei Rinder. Im Mai 1987 lebten dort 11 Einwohner in zwei Wohngebäuden.
| Jahr      | 1871 | 1925 | 1950 | 1970 | 1987 |
| Einwohner | 13   | 19   | 10   | 11   | 11   |